# Daphnella elata
Daphnella elata é uma espécie de gastrópode do gênero Daphnella, pertencente à família Raphitomidae.